# Шикамару Нара
Шикамару Нара (от японски – „шика“ – елен, „мару“ – добре развит) (奈良シカマル, Nara Shikamaru) е измислен герой от японскито аниме и манга серии „Наруто“, създадени от Масаши Кишимото.
Шикамару е част от отбор 10 заедно със Ино Яманака и Чоджи Акимичи. Техен учител е Асума Сарутоби, който е и любимия учител на Шикамару. По време на битка, той често се тревожи за Ино, заради опасните джутсута, които тя използва. Той използва техники от сенчест елемент, които се научават само от членовете на клана му. Една от тях „Джутсу Сенчесто Обсебване“ (影真似の術 – Kagemane no Jutsu). С тази техника той може да простира сянката си по различни повърхности и дори в места не огрени от слънце. Когато стигне противник с нея, той започва да прави същите движения като Шикамару. Други две негови техники са (忍法・影首縛りの術, Ninpō: Kage–Kubishibari no Jutsu) и (影縫いの術, Kage Nui no Jutsu). Шикамару е изключително мързелив и мрази да се забърква в неприятности, но когато Асума, с когото често играят логически игри, проверява IQ-то му, то се оказва над 200 (нещо, което се е смятало за невъзможно). Шикамару е много добър в съставянето на стратегии в битка, което показва при битката с Темари. Заради стратегиите си той е единствения станал Чуунин в I част. След като Саске Учиха тръгва със Четиримата от Звука, Шикамару е предводителят на групата отишла да го върне. Той едва не загива, но Темари идва на помощ и спасява живота му.
Във II част Шикамару често е виждан с Темари. Дори Наруто Узумаки ги пита дали излизат заедно, но всъщност се оказва, че са заедно, защото работят в един отдел, a не защото се харесват (Темари дори упреква Наруто и му казва „Защо ми е да излизам с нехранимайко като него?!“). Темари се държи много странно с Шикамару – има респект към него заради брилянтния му ум и неповторимите му стратегии, но не понася факта, че може да съществува толкова мързеливо същество и често го нарича „идиот“, „тъпанар“ и „страхливец“.
След като Асума бива убит от Хидан – Шикамару, Ино, Чоджи и Какаши отмъщават за смъртта му. Битката е много трудна, особено за него, поради психически/емоционално-отслабеното му състояние. Когато чудовището Райтон го напада, Ино сваля гарда си и тръгва към него, за да му помогне, но Какузу забелязва, че тя е с гръб към него, хваща я и се опитва да я убие. Шикамару я спасява и я отнася настрани. Той се връща в селото и се заклева да пази нероденото дете на сенсея (учителя) си – Сарутоби Мирай.
По време на инвазията на Пейн над Коноха, в един макар и успешен опит да спаси баща си, Шикамару си счупва крака. Двамата с баща му смело се бият срещу Шестте Пътя на Пейн. Раненият Иноичи пристига при тях и донася безжизненото тяло на Шизуне, след което им казва да се отдръпнат, поради голямата сила на врага, но те отказват. Когато Пътят на Девата (Тендо) призовава гигантска експлозия, която срутва цялото село, те откриват, че между секундите в които взривът е започнал и свършил, всички жители (вкл. и те тримата) са били защитени и излекувани от техниката на Тсунаде, която заповядала на Катсую да се клонира и да се увие около всеки в селото, след което, докато траела експлозията, изпратила чакрата си в телата ѝ и едновременно защитила и излекувала всички нинджи в Коноха. С изненада разбират, че Тсунаде дори е успяла да съживи някои мъртви нинджи, като е отключила печатът на челото си и е изпратила регенериращата му чакра в някои от телата на Катсую (но не могла във всички, тъй като чакрата ѝ не била достатъчна). Иноичи, разтревожен за дъщеря си, казва на едно от телата на Катсую да я доведе при тях. То отива при Ино и когато тя идва, гледат как мъртвото тяло на Шизуне се връща към живота.
По-късно – в Наруто Ураганни Хроники по време на 4-тата Велика Нинджа Война, Шикамару, Ино и Чоуджи се бият с учителя си Асума, който е съживен от враговете с техниката Нечисто Възкресение (Едо Тенсей). Там си проличава техният голям напредък във формацията им Ино-Шика-Чоу. По време на тази война също Яманака Иноичи и Нара Шикаку (бащите на Ино и Шикамару), които са в генералния щаб на Обединените Шиноби Сили, загиват.
Още по-късно – в края на Наруто Ураганни Хроники и дори вече в Боруто: Наруто Новите Поколения Шикамару е личен съветник на Хокагето. Той се жени за сестрата на Петия Казекаге (Гаара) – Темари. Техният син се нарича Нара Шикадай.